# Alexis Victoria Yeb
Alexis Victoria Yeb (nacido el 12 de octubre de 1972) es un político y empresario de la República Dominicana. Es el actual senador del país por la provincia María Trinidad Sánchez. 

## Biografía
Victoria Yeb pertenece a la familia Victoria, una dinastía política de la República Dominicana originalmente de Francia. Sus padres son Dulce Yeb Raposo, con ascendencia libanesa y portuguesa, y José Victoria José, exdiputado de la República Dominicana con ascendencia libanesa y francesa. Su predecesor era su primo Arístides Victoria Yeb.
Nació en la ciudad de Nagua. A los 17 años, se asistió el Instituto Tecnológico de Santo Domingo, donde se licenció en Administración de Empresas.
En 2001, se casó con la empresaria Xiomara Ortiz. Con Xiomara, procreó una hija: Alexia Marie. Después, se casó con Maribel Gómez, con quién tiene dos hijos: María Alejandra y Alexis Karim. 

## Carrera política
En 2010, se unió al Partido Revolucionario Dominicano (PRD). Participó en la fundación del Partido Revolucionario Mayoritario, actualmente el Partido Revolucionario Moderno. 
Victoria fue elegido como diputado para la provincia de María Trinidad Sánchez en 2020.
En el periodo de gestión 2020-2024 como senador, Alexis Victoria lideró importantes proyectos de ley, que hoy forman parte del marco jurídico de la República Dominicana, algunos como la Ley de Aduanas y la Ley de Comercio Marítimo. De igual forma ha tenido una activa participación en la Cámara Alta, donde en el 2023, se convirtió en vocero de la bancada de su partido en el Senado de la República.
Para las elecciones generales de 2024, Victoria Yeb se presentó nuevamente como candidato a senador por la provincia María Trinidad Sánchez, donde se convirtió en el senador más votado en la historia de la República Dominicana con el 76% de los votos emitidos en su circunscripción.